# Mecklenburgische Waggonfabrik-Aktiengesellschaft
Die Mecklenburgische Waggonfabrik-Aktiengesellschaft war ein Schienenfahrzeughersteller mit Sitz in Güstrow. Das Unternehmen wurde 1857 als Ernst Brockmann’sche Maschinenbau-Anstalt und Eisengießerei gegründet und 1872 in die Mecklenburgische Maschinen- und Wagenbau-Actien-Gesellschaft umfirmiert. Hergestellt wurden zunächst Dampfmaschinen und Dampfkessel sowie Lokomobile. 1891 erfolgte die Umwandlung in die Mecklenburgische Waggonfabrik-Aktiengesellschaft. Fortan konzentrierte sich das Unternehmen auf die Fertigung von Lokomotiven und Eisenbahnwagen für Kunden im In- und Ausland.
Im Laufe der nächsten Jahre verschlechterte sich die wirtschaftliche Lage des Unternehmens zunehmend, sodass es sich letzten Endes gegenüber der Konkurrenz nicht mehr behaupten konnte und 1896 Konkurs anmelden musste. Bis zur Schließung im Jahre 1897 waren insgesamt 86 Lokomotiven und mehr als 600 Eisenbahnwagen hergestellt worden.

## Ausgelieferte Lokomotiven

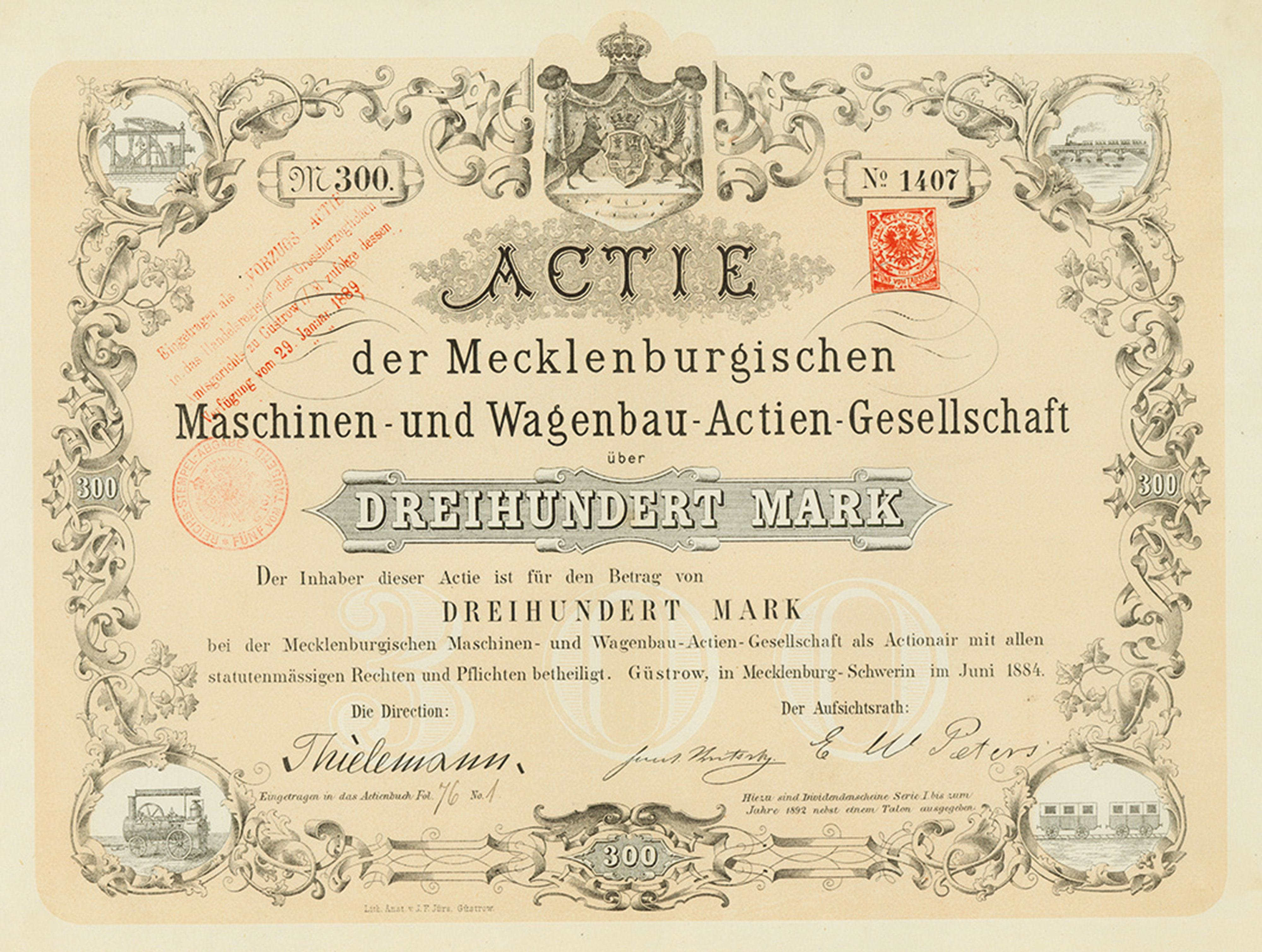
Aktie über 300 Mark der Mecklenburgischen Maschinen- und Wagenbau-AG vom Juni 1884

Die nachfolgende Auflistung zeigt ein unvollständiges Verzeichnis der gefertigten Lokomotiven.
| Fabriknummer | Baujahr | Besteller                                      | Achsfolge | Spurweite | Bemerkung                |
| ------------ | ------- | ---------------------------------------------- | --------- | --------- | ------------------------ |
| 101          | 1893    | Woldegker Kleinbahn                            | C n2t     | 750 mm    |                          |
| 102          | 1893    | Woldegker Kleinbahn                            | C n2t     | 750 mm    |                          |
| 105          | 1894    | Mecklenburg-Pommersche Schmalspurbahn          | C n2t     | 600 mm    |                          |
| 106          | 1894    | Meckl.-Pomm.-Schmalspurbahn                    | C n2t     | 600 mm    |                          |
| 117          | 1895    | Riesengebirgsbahn                              | C n2t     | 1435 mm   |                          |
| 119          | 1895    | Riesengebirgsbahn                              | C n2t     | 1435 mm   |                          |
| 125          | 1895    | M.F.F.E.                                       | C n2t     | 1435 mm   | später DR 89 8029        |
| 128          | 1895    | Hessische Ludwigsbahn                          | C n2t     | 1435 mm   | später pr T 7            |
| 131          | 1895    | M.F.F.E                                        | C n2t     | 1435 mm   | später DR 89 8011        |
| 132          | 1895    | Hessische Ludwigsbahn                          | C n2t     | 1435 mm   | später pr T 7            |
| 133          | 1895    | Zschipkau-Finsterwalder Eisenbahn              | C n2t     | 1435 mm   |                          |
| 137          | 1896    | Trachenberg-Militscher Kreisbahn               | C n2t     | 750 mm    |                          |
| 146          | 1896    | M.F.W.E.                                       | C n2t     | 1435 mm   |                          |
| 147          | 1896    | M.F.W.E.                                       | C n2t     | 1435 mm   |                          |
| 154          | 1896    | Nordhausen-Wernigeroder Eisenbahn-Gesellschaft | B n2t     | 1000 mm   |                          |
| 159          | 1896    | Zschipkau-Finsterwalde                         | C n2t     | 1435 mm   |                          |
| 161          | 1896    | Voldagsen–Delligsen                            | C n2t     | 1435 mm   |                          |
| 163          | 1896    | Nordhausen-Wernigeroder-Eisenbahn              | B n2t     | 1000 mm   | Nr. 1, später DR 99 5804 |
| 164          | 1896    | Nordhausen-Wernigeroder-Eisenbahn              | B n2t     | 1000 mm   | Nr. 2                    |
| 165          | 1896    | Nordhausen-Wernigeroder-Eisenbahn              | B n2t     | 1000 mm   | Nr. 3, später DR 99 5803 |
| 167          | 1896    | KPEV                                           | C n2t     | 1435 mm   | später pr T 3            |
| 181          | 1897    | Friedeberger Kleinbahn                         | B n2t     | 1000 mm   |                          |
| 184          | 1897    | Nordhausen-Wernigeroder-Eisenbahn              | B’B n4t   | 1000 mm   | Nr. 15                   |
| 185          | 1897    | Nordhausen-Wernigeroder-Eisenbahn              | B’B n4t   | 1000 mm   | Nr. 16                   |
| 186          | 1897    | Nordhausen-Wernigeroder-Eisenbahn              | B’B n4t   | 1000 mm   | Nr. 17                   |